# سكوت إي. غرين
سكوت إي. غرين (بالإنجليزية: Scott E. Green)‏ هو كاتب خيال علمي وروائي وسياسي أمريكي، ولد في 3 يونيو 1951، وتوفي في 27 سبتمبر 2016.